# Paulus Immler
Paulus Immler (* 28. März 1716 in Unterlauter bei Coburg; † 12. Mai 1777 in Coburg) war ein deutscher Komponist.

## Leben
Paul Immler wurde am 28. März 1716 in Unterlauter unweit von Coburg als Sohn des Schneiders Nikolaus Immler und dessen Ehefrau Barbara geboren. Erste musikalische Kenntnisse soll ihm der Lauterer Schulmeister Nikolaus Müller vermittelt haben, der schon dem 1702 geborenen Johann Schneider, dem späteren Bach-Assistenten und Kantor von St. Nicolai in Leipzig, Unterricht erteilt hatte. Danach – Jahreszahlen sind nicht bekannt – ging Immler zu Johann Nikolaus Wiefel nach Steinach, bei dem er das Komponieren gelernt haben soll. 1738, im Alter von 22 Jahren wurde er als Lehrer nach Weitramsdorf berufen, wo er bis 1772 wirkte. Am 2. November 1756 heiratete Immler Dorothea Christ, die 1736 geborene Tochter des Weitramsdorfer Amts- und Gerichtsschultheißen Johann Nikolaus Christ.
Im Alter von 55 Jahren stellte sich Paul Immler noch einmal einer beruflichen Herausforderung, als er sich 1771 um die frei gewordene Stelle des Kantors von St. Moriz in Coburg bewarb. Es gelang ihm, seine Konkurrenten, den Kantor der Stadt Themar und den Kantor von St. Lorenz in Nürnberg, auszustechen.
Am 30. Januar 1772 erhielt er den Ruf und wurde am 17. Februar in sein neues Amt eingeführt. Er wirkte bis zu seinem Tod in Coburg, wo er am 12. Mai 1777 an Keuchhusten starb.
Wie sehr sich die regionale Literatur auch bemühte, eine Verbindung zu Johann Sebastian Bach im Sinne eines Lehrer-Schüler-Verhältnisses herzustellen, findet sich derzeit kein glaubwürdiger Beweis dafür, dass Immler nach 1738 Weitramsdorf für längere Zeit verlassen hat. Wir müssen also annehmen, dass er sich hauptsächlich durch gedruckte Notenwerke und den Kontakt mit benachbarten Musikern ausgetauscht und weitergebildet hatte. Sein musikalischer Umkreis wird rekonstruierbar durch die Wahl der Taufpaten für seine Kinder: Johann Wilhelm Gehring, Schwarzburg-Rudolstadter Kammermusiker; Johann Gottfried Wirsing, Kantor in Rodach; Elisabeth Schultesius, die Ehefrau des Kantors in Meeder, der als Lehrer des Organisten und ersten Bachbiographen Johann Nikolaus Forkel genannt wird; Johann Christoph Conrad, Stadtorganist von Eisfeld, der, wie Immler, selbst komponierte und seine Werke sogar in Drucken publizierte.

## Werk
In Robert Eitners „Quellen-Lexikon der Musiker und Musikgelehrten“ von 1901 heißt es zu Immler:

„Stadtkantor und Violoncellist in Koburg, […] war einst als fleißiger Komponist von Kirchen-und Kammermusik bekannt.“

Sein Schaffen muss demnach noch wesentlich umfangreicher gewesen sein und beschränkt sich nicht allein auf die sechs Werke, die im Vorfeld der Fischbacher Wiederaufführung von 2011 recherchiert werden konnten. Neben dem Rotenhan-Archiv, in dem die Fischbacher Kantate gefunden wurde, verwahrt die Landesbibliothek Coburg drei weitere Stücke Immlers: Eine Kantate zum zweiten Ostertag „Verlaß uns nicht“, eine Pfingstkantate „Dies ist der Tag, den der Herr gemacht“ und eine Kantate zum zweiten Pfingsttag „O unerschöpflich Meer der Liebe“. In der sogenannten Musikaliensammlung Rossach im Landeskirchlichen Archiv der evang.-luth. Kirche in Nürnberg befinden sich eine Kantate auf den 92. Psalm „Das ist ein köstlich Ding“ und eine Motette „Meine Tage sind einer Handbreit bei dir“. Schließlich fand sich in ebendieser Musikaliensammlung noch eine Abschrift der Kantate „Wie lieblich sind deine Wohnungen Herr Zebaoth“. Hierbei handelt es sich um eine gekürzte Version des Fischbacher Stückes, die Immler wohl im Nachhinein für das allgemeine Kirchweihfest verwendete.

### KantateWie lieblich sind deine Wohnungen1761
Im Jahr 1761 komponierte er zur Kirchweihe in Fischbach die Kantate Wie lieblich sind Deine Wohnungen, Herr Zebaoth, die in der neu erbauten Kirche am 22. November 1761 aufgeführt wurde. Im Kantatentext wird die Familie Rotenhan erwähnt, von deren Nachkommen ein Zweig noch heute das Schloss Fischbach bewohnt.
Die Aufführung eines derart reich instrumentierten Stückes im kleinen Rittergut Fischbach kann in dem konfessionell durchsetzten Gebiet des ehemaligen Ritterkantons Baunach als musikalische Demonstration des evangelischen Glaubens verstanden werden, gehörten doch Teile des Dorfes pfarr- und zehntrechtlich zum benachbarten Pfarrweisach und damit zum Hochstift Würzburg. Insgesamt acht evangelische Pfarrer aus der Gegend wirkten mit, um das Fischbacher Einweihungsfest zu gestalten. Für Immlers Kantate mussten zwei Pauken samt Paukenschlägern aus Rodach ausgeliehen werden. Dieses Festspektakel dürfte ein einmaliges Ereignis im Leben der Fischbacher gewesen sein. Mögen die Worte, die Paul Immler in seiner Kantate dem Dorf und seiner Kirche aussprach, weiterhin bestehen: Wenn Fischbach um Hülfe hier schreyet; Behüt es für Wettern, Raub, Feuer und Flut.

#### Rekonstruktion und moderne Edition
Ekkehard Grieninger schreibt zur Rekonstruktion:

„Als Matthias Göttemann von der geplanten Wiederaufführung einer lange verschollenen Barockkantate des mir bis dato unbekannten Komponisten Paul Immler schwärmte, habe ich ihm spontan zugesichert, im Rahmen meines Musikunterrichtes am Regiomontanus-Gymnasium Haßfurt zusammen mit meinen Schülern aus dem alten Manuskript das Aufführungsmaterial zu erstellen, ohne recht zu wissen, welche Arbeit da auf uns zukommen würde.

Die besagte Kantate ist als 31-seitige handschriftliche Partitur erhalten geblieben. Als Vorlage für die Transkription diente uns eine digitale Kopie aus dem Staatsarchiv Bamberg (Archiv der Freiherren von Rothenhan). Pro Seite finden sich bis zu 21 Notensysteme deren Notenlinien freihändig mit einer Rastral-Feder gezogen wurden. Auch Text und Noten sind mit Tinte und Feder geschrieben. Die Qualität des verwendeten Papiers muss ziemlich schlecht gewesen sein, da an vielen Stellen die Tinte auf die Rückseite durchgeschlagen ist,  was die Lesbarkeit an einigen Stellen stark beeinträchtigte.

Das Werk ist aufwändig besetzt für vierstimmigen Chor, 3 Gesangssolisten, Streicher, 2 Querflöten, basso continuo  und  -  wie es sich für eine „solenne Einweyhung“ (feierliche Einweihung) gehört -  auch für 2 Hörner, 2 Trompeten und 2 Pauken. Die Paukenstimme ist allerdings nicht in der Partitur notiert. Stimmenhefte lagen nicht vor.  Der Komponist hatte die Aufführung damals vermutlich selbst von der Orgel oder vom Cembalo aus geleitet, wie das seinerzeit üblich war.

Drei lebhafte Tutti-Chorsätze bilden die Eckpfeiler dieser Kantate zu denen 4 Rezitative (1x für einen Tenor; 3x für einen Bass), 2 Arien (je eine für Tenor und Bass) und ein Duett (für Sopran und Tenor) - mit 2 obligaten Querflöten instrumentiert -  einen abwechslungsreichen Kontrast bilden.

Der Text der Kantate besteht aus 2 kurzen Bibelzitaten aus dem Psalm 83 und dem Evangelisten Matthäus (Kapitel 18, Vers 20). Der weitaus größte Teil ist von einem unbekannten Verfasser (vielleicht von Paul Immler selbst) in der damals üblichen schwülstigen Sprache etwas holprig in Reimform gedichtet mit lokalen Anspielungen auf die Kirchweihe.

Die Musik steht im Spannungsfeld zwischen dem ausgehenden Barockzeitalter und dem beginnenden empfindsamen Stil der Frühklassik. Sie ist mit ihren musikalisch-rhetorischen Figuren noch weitgehend der Schule J. S. Bachs verbunden, lässt aber vor allem in den lyrischen Arien bereits die neue Musiksprache erahnen.

An einigen Beispielen will ich aufzeigen, wie der Komponist es schafft, den Text mit seiner Musik so plastisch auszudeuten, dass der Hörer emotional mitgerissen wird:

Die Musik der Einweihungskantate hat einen überaus fröhlichen Charakter, was besonders im  zweiten Chorsatz („Gott ist bei ihr drinnen“) zum Ausdruck kommt. Hier hat der Komponist die  Freude über die Weihe der Kirche durch den Wohlklang der Dur-Akkorde im tänzerischen Elan des lebhaften Walzertaktes dargestellt. Der laute Jubel in extrem hoher Stimmlage der Chorstimmen  wird von Hörnern, Pauken und Trompeten unterstützt.

Als Kontrast dazu wird der Zuhörer z. B. im zweiten Bassrezitativ bei der Schilderung des Krieges unvermittelt mit einer in allen Instrumenten gespielten unisono-Passage in Zweiunddreißigsteln überrascht, die im schnellen Auf und Ab ihres Melodieverlaufs das Bild einer Speerspitze nachzeichnet. Wenn es um die Grausamkeit des Krieges geht, dann erscheint ein verminderter Septakkord, der durch seine plötzliche Lautstärke und seinen Dissonanzcharakter dem Zuhörer vor 250 Jahren Angst und Schrecken eingejagt haben muss, zumal ihm der gerade beendete Siebenjährige Krieg sicherlich noch tief in den Knochen steckte, der auch in der Gegend um Bamberg bittere Wunden hinterlassen hatte.

Man würde der Komposition aber nicht gerecht, wenn man sie nur auf die damals allgemein bekannten musikalischen Figuren reduzieren wollte. Paul Immler verstand sein Handwerk, er konnte sehr effektvoll komponieren, keine Frage. Was ihn aus der breiten Masse der Gebrauchsmusikkomponisten hervorhebt, sind kleine Überraschungen: hier eine ungewöhnliche Harmoniefortschreitung (wie im Mittelteil des Eingangschores, der vom Paradies handelt, wenn er von D-Dur unvermittelt in die Mediante B-Dur wechselt), dort eine überraschende rhythmische Finesse (wenn er die unbändige Freude über den gelungenen Kirchenneubau mit Sechzehntel-Sextolen in den Geigen auskomponiert.)

Wegen ihrer erstaunlich hohen kompositorischen Qualität verdient es diese Kantate auf jeden Fall, wiederaufgeführt zu werden.

Um das Aufführungsmaterial  herzustellen, hat es vieler Stunden am Computer bedurft, jeder der 50 beteiligten Kollegiaten hat dazu einen kleinen, aber wichtigen Beitrag geleistet. Neben der Beschäftigung mit einem interessanten Werk aus der Übergangszeit zwischen Barock und Frühklassik hat er Einblicke in die Problematik der Transkription, Rekonstruktion und Edition von historischen Notentexten erhalten und nebenbei auch noch seine Medienkompetenz erweitert.

Mit der Eingabe der Noten in den Computer war es freilich noch nicht getan, denn das Manuskript enthielt viele Schreibfehler, fehlende Noten mussten aus Parallelstellen ergänzt werden, die Generalbassbezifferung entschlüsselt werden, Stimmenauszüge mussten erstellt und an die heutige Schreibweise angepasst werden. Die damals übliche Schlüsselung (Sopran, Alt und Tenor wurden im C-Schlüssel auf verschiedenen Notenlinien notiert) entsprach noch nicht dem modernen Standard, ganz zu schweigen von der deutschen Kurrentschrift, die heute nur noch die ältere Generation lesen kann. Bis die Sänger und Instrumentalisten mit den Proben endlich anfangen konnten, musste auch noch so manches editorische Problem gelöst werden: Übertragungsfehler mussten ausgemerzt und das Layout für die Partitur und die Stimmhefte erstellt werden.

Ohne die Arbeit der Schüler aber hätte die Kantate nicht am 10. Juli 2011 zum 250. Kirchweihjubiläum in Fischbach, an dem Ort erklingen können, für den es seinerzeit komponiert worden war. Allen, die mitgeholfen haben, möchte ich für ihre Mitarbeit danken.

Dass sich sogar das Fernsehen dafür interessiert hat, darf jeder an diesem Projekt Beteiligte als Bestätigung für die Relevanz seiner geleisteten Arbeit ansehen.“